# Mike Heath
Michael Steward (Mike) Heath (McAllen, 9 april 1964) is een Amerikaans zwemmer.

## Biografie
Heath won tijdens de  Olympische Zomerspelen 1984 in eigen land goud op alle drie de estafettenummers en de zilveren medaille op de 200m vrije slag achter de West-Duitser Michael Groß.
Een jaar later tijdens de eerste Pan-Pacifische kampioenschappen zwemmen won Heath goud op de 200m vrij en de twee vrije slagestafettes en de zilveren medaille op de 100m vrije slag achter zijn landgenoot Matt Biondi.

## Internationale toernooien
| Jaar | Olympische Spelen | Wereldkampioenschappen                | Pan-Pacs                                                                                       |
| ---- | --- | ------------------------------------- | ---------------------------------------------------------------------------------------------- |
| 1984 | 4e 100m vrije slag · 200m vrije slag · 4x100m vrije slag · 4x200m vrije slag · 4x100m wisselslag · Heath zwom enkel de series |                                       |                                                                                                |
| 1985 | |                                       | 100m vrije slag · 200m vrije slag · 5e 400m vrije slag · 4x100m vrije slag · 4x200m vrije slag |
| 1986 | | 4x100m vrije slag · 4x200m vrije slag |                                                                                                |

1964: Clark, Austin, Ilman, Schollander ·
1968: Zorn, Rerych, Spitz, Walsh ·
1972: Edgar, Murphy, Heidenreich, Spitz ·
1984: Cavanaugh, Heath, Biondi, Gaines ·
1988: Jacobs, Dalbey, Jager, Biondi ·
1992: Hudepohl, Biondi, Jager, Olsen ·
1996: Olsen, Davis, Schumacher, Hall ·
2000: Klim, Fydler, Callus, Thorpe ·
2004: Schoeman, Ferns, Townsend, Neethling ·
2008: Phelps, Weber-Gale, Jones, Lezak ·
2012: Leveaux, Gilot, Lefert, Agnel ·
2016: Dressel, Phelps, Held, Adrian ·
2020: Dressel, Pieroni, Becker, Apple ·
2024: Alexy, Guiliano, Armstrong, Dressel
1908: Derbyshire, Radmilovic, Foster, Taylor ·
1912: Healy, Champion, Boardman, Hardwick ·
1920: McGillivray, Kealoha, Ross, Kahanamoku ·
1924: O'Connor, Glancy, Breyer, Weissmuller ·
1928: Clapp, Laufer, Kojac, Weissmuller ·
1932: Miyazaki, Yusa, Yokoyama, Toyoda ·
1936: Yusa, Sugiura, Taguchi, Arai ·
1948: Ris, McLane, Wolf, Smith ·
1952: Moore, Woolsey, Konno, McLane ·
1956: O'Halloran, Devitt, Rose, Henricks ·
1960: Harrison, Blick, Troy, Farrell ·
1964: Clark, Saari, Ilman, Schollander ·
1968: Nelson, Rerych, Spitz, Schollander ·
1972: Kinsella, Tyler, Genter, Spitz ·
1976: Bruner, Furniss, Naber, Montgomery ·
1980: Kopljakov, Salnikov, Stoekolkin, Krylov ·
1984: Heath, Larson, Float, Hayes ·
1988: Dalbey, Cetlinski, Gjertsen, Biondi ·
1992: Lepikov, Pysjnenko, Tajanovitsj, Sadovy ·
1996: Davis, Hudepohl, Schumacher, Berube ·
2000: Thorpe, Klim, Pearson, Kirby ·
2004: Phelps, Lochte, Vanderkaay, Keller ·
2008: Phelps, Lochte, Berens, Vanderkaay ·
2012: Lochte, Dwyer, Berens, Phelps ·
2016: Dwyer, Haas, Lochte, Phelps ·
2020: Dean, Guy, Richards, Scott ·
2024: Guy, Dean, Richards, Scott